# Metapogonia zambesiana
Metapogonia zambesiana är en skalbaggsart som beskrevs av Moser 1917. Metapogonia zambesiana ingår i släktet Metapogonia och familjen Melolonthidae. Inga underarter finns listade i Catalogue of Life.